# بوسی-ل-لونگ
بوسی-ل-لونگ (به فرانسوی: Bucy-le-Long) یک کمون در فرانسه است که در ان (ا-دو-فرانس) واقع شده‌است. بوسی-ل-لونگ ۱۲٫۸۶ کیلومتر مربع مساحت دارد ۴۹ متر بالاتر از سطح دریا واقع شده‌است.